# 罗歇·韦尔热
羅歇·韋爾熱（法語：Roger Vergé，法語發音：[ʁɔʒe vɛʁʒe]；1930年4月7日—2015年6月5日），出生於法國奧弗涅-隆-阿爾卑斯大區阿列省科芒特里，逝世於濱海阿爾卑斯省格拉斯區穆然，是一位傳奇的知名廚師。

## 生平
羅歇·韋爾熱是法國美食的代表人物之一，他對烹飪的熱情來自他的阿姨 Célestine，在他的許多著作當中，曾經多次對她表示敬意。
羅歇·韋爾熱的穆然磨坊（法語：Le Moulin de Mougins）創立於1969年，創業隔年的1970年，就得到米其林指南一顆星評鑑、1972年獲得了第二顆星、1974年獲得第三顆星，從此羅歇·韋爾熱和穆然磨坊在法國名聲響亮。
1982年時，他為法國美食聲譽的發展做出了越洋開發的貢獻，特別是與保羅先生和加斯頓·萊諾特一起合作，在美國佛羅里達州奧蘭多的華特迪士尼世界度假區，成功打響了法國館（法語：Chefs de France）的知名度。
羅歇·韋爾熱對於生活美學非常重視，他的穆然磨坊當中，收藏和展示了藝術家塞萨尔·巴尔达奇尼、阿爾芒（法語：Arman）、讓-米歇爾·福隆（法語：Jean-Michel Folon）和泰奧·托比亞斯（法語：Théo Tobiasse）的作品，使得他的餐廳融合了美術博物館的型態，成為獨樹一幟的一家餐廳。
2003年羅歇·韋爾熱退休離開廚房，他將穆然磨坊賣給阿蘭·略卡（法語：Alain Llorca）繼續經營。
2006 年，第一屆穆然國際美食與生活藝術節（法語：Festival international de la gastronomie）向羅歇·韋爾熱致敬，以表彰他對穆然市和美食的貢獻。

### 著作
- 1978年《陽光廚房》
- 1993年《風車派對》
- 1997年《磨坊的蔬菜》
- 1998年《磨坊的桌子》
- 1999年《磨坊的果實》

### 門下知名主廚
許多當代著名的法國廚師，都在他的指導下成為主廚：
- 雅克·馬克西曼
- 布魯諾·西呂諾（法語：Bruno Cirino）
- 達尼埃爾·布呂（法語：Daniel Boulud）
- 九星名廚 艾倫·杜卡斯
- 雅克·希布瓦（法語：Jacques Chibois）
- 塞爾日·紹萊（法語：Serge Chollet）
- 吉勒·古容（法語：Gilles Goujon）
- 德尼·費蒂松（法語：Denis Fétisson）
- 達維德·布萊（法語：David Bouley）
- 達尼埃爾·羅齊耶（法語：Daniel Rozier）

## 相關連結
- 華特迪士尼世界度假區的Les Chefs de France （页面存档备份，存于）